# Tierpark Oberwald
Der zum Karlsruher Zoo gehörende Tierpark Oberwald liegt frei zugänglich in dem südöstlich an den Hauptbahnhof angrenzenden Erholungswald Oberwald.

## Geschichte
Aufgrund der Bundesgartenschau 1967 musste im Stadtgarten, der den meisten der hier untergebrachten Spezies ein Zuhause bot, Platz geschaffen werden. Deshalb wurde 1965 damit angefangen, diese an den Stadtrand in den nahegelegenen Erholungswald überzusiedeln.

## Tierbestand

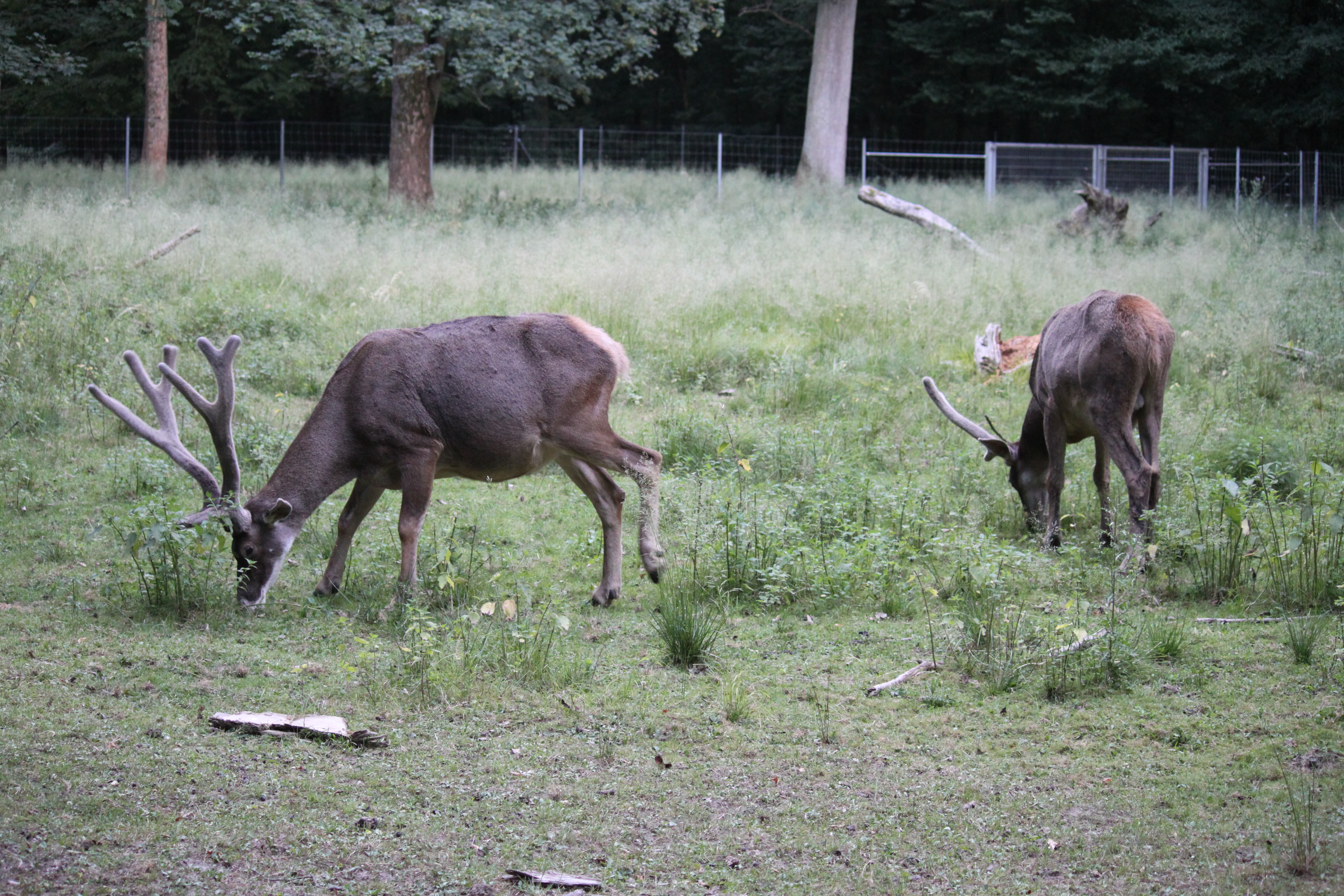
Weißlippenhirsche im Tierpark Oberwald

Auf 16 Hektar leben, in jeweils mehreren tausend Quadratmeter großen Freigehegen mit natürlichem Waldboden, wetterbeständige Wildtiere gemäßigter und kalter Zonen. Dazu gehören große Huftiergruppen wie Kropfgazellen, Wisente, Przewalskipferde, Weißlippenhirsche und Mesopotamische Damhirsche. Jedoch sind hier auch mittlerweile Trampeltiere und Marderhunde beheimatet, da für diese kein Platz mehr im Zoo war oder deren dortiges Gehege anderen Tieren weichen musste. Weitere Bewohner sind Waldkäuze und Bartkäuze. Ebenfalls sind auf dem Gelände Wildkatzen und weitere Kleinraubtiere in artgerechten Gehegen beheimatet.